# Прапор Болехова
Прапор Болехова — прапор міста Болехів Івано-Франківської області, один з його офіційних символів. Затверджений 26 серпня 2020 року міською радою Болехова, на основі герба 1991 року. Автор герба — уродженець Болехова Калапунь Назар Андрійович.

## Опис
Прапор – це темно-синє полотнище квадратної форми в пропорції 1:1 або горизонтальне полотнище в пропорції 2:3 (для встановлення на флагштоці).
Полотно розділено на чотири симетричні частини видозміненим для Бойківщини - Хрестом Святого Юрія, що складається із жовтого та білого кольорів.
Хрест прямий, ширина сторін якого становить 1/5 сторони прапора (для квадратного полотнища або меншої сторони для прямокутного). Сторони хреста розділені на три рівноширокі смуги – темно-сині середні, жовті від верхнього древкового та нижнього вільного полів і білі від двох інших полів.
У центрі полотнища розміщений герб міста Болехова в картуші, увінчаний срібною міською короною (його висота становить 1/2 сторони полотнища).
Кольорове вирішення: виконаний у національних кольорах та кольорах Галицької Русі (синій та жовтий).
Розташований в центрі герб міста Болехова у форматі Українського геральдичного товариства. 

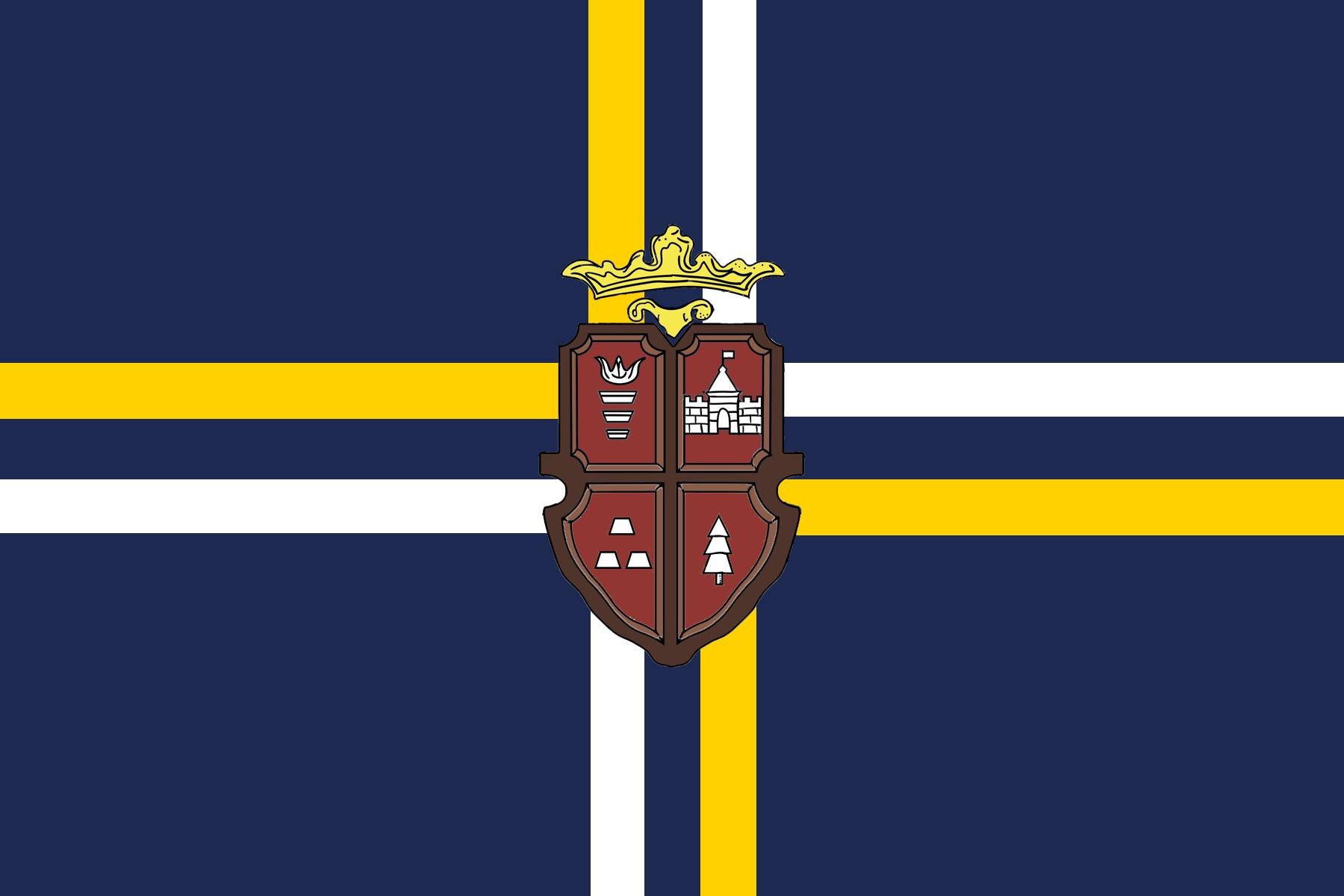
Попередній варіант прапора